# Зовнішньоекономічна послуга
Зовнішньоекономічна послуга — товар, що не проходить митного контролю і на який не оформлюється митна декларація. Послуги не приймають форму матеріальних об'єктів, на які поширюються права власності. Реалізація послуг і їх виробництво не відокремлені одне від одного. Головним у торгівлі послугами є те, що повинна відбутись операція купівлі-продажу, яка охоплює діяльність суб'єктів господарської діяльності України та іноземних суб'єктів господарської діяльності (резидентів і нерезидентів), побудована на взаємовідносинах між ними, що має місце як на економічній території України, так і за її межами.
Моментом здійснення процедури експорту (імпорту) послуг та відповідно їх обліку вважається дата їх фактичного надання або одержання на основі принципу нарахування (за виписаними рахунками). Найчастіше, як правило, дата реєстрації таких операцій збігається з часом виробництва послуг.
Способи поставки послуг
Залежно від місця знаходження постачальника і споживача на момент надання послуги з урахуванням їхньої резидентної належності або країни походження, визначаються чотири способи поставки послуг згідно з Генеральною угодою з торгівлі послугами (ГАТС):
1. Транскордонне надання (Постачальник і споживач залишаються на території своїх відповідних країн. Послуга поставляється «з території одного члена на територію будь-якого іншого члена». Цей спосіб подібний до торгівлі товарами, коли продукт поставляється через національний кордон, а споживач і постачальник залишаються на території своїх країн).
2. Споживання за кордоном (Споживач споживає ту або іншу послугу за межами своєї країни. Послуга поставляється «на території одного члена споживачеві послуг будь-якого іншого члена», це означає, що або споживач, або його майно перебувають за кордоном).
3. Комерційна присутність (Постачальники послуг створюють філію, відділення або комерційне представництво на території іншої країни, через які вони надають свої послуги. Комерційна присутність на іноземному ринку охоплює не тільки юридичних осіб у точному правовому значенні, але й інших юридичних суб'єктів, що мають деякі загальні ознаки, такі як представництва та відділення).
4. Присутність фізичних осіб (Фізична особа або сам постачальник послуги, якщо він є самозайнятим працівником, або його найманий працівник, присутній за кордоном для надання послуги. Спосіб присутності фізичних осіб використовується, коли будь-яка окрема особа тимчасово присутня на території країни, яка не є його рідною країною, для надання комерційної послуги.

## Джерело
- Зовнішня торгівля України товарами та послугами у 2016 році. Держстат України.